# Melolobium
Genre
Melolobium est un genre de plantes dicotylédones de la famille des Fabaceae, sous-famille des Faboideae, originaire d'Afrique australe, qui comprend une trentaine d'espèces acceptées.
Ce sont des plantes herbacées vivaces ou des arbrisseaux, aux feuilles trifoliées et aux ramification souvent terminées en épines. Ces plantes sont souvent collantes du fait de l'exsudat de petites glandes superficielles.

## Liste d'espèces
Selon The Plant List (5 novembre 2018) :
- Melolobium accedens Burtt Davy
- Melolobium adenodes Eckl. & Zeyh.
- Melolobium aethiopicum (L.) Druce
- Melolobium alpinum Eckl. & Zeyh.
- Melolobium burchellii N.E.Br.
- Melolobium calycinum Benth.
- Melolobium canaliculatum (E.Mey.) Benth.
- Melolobium candicans (E.Mey.) Eckl. & Zeyh.
- Melolobium canescens (E.Mey.) Benth.
- Melolobium decorum Dummer
- Melolobium decumbens (E.Mey.) Burtt Davy
- Melolobium exudans Harv.
- Melolobium glanduliferum Dummer
- Melolobium humile Eckl. & Zeyh.
- Melolobium karasbergense L.Bolus
- Melolobium macrocalyx Dummer
- Melolobium microphyllum (L.f.) Eckl. & Zeyh.
- Melolobium mixtum Dummer
- Melolobium obcordatum Harv.
- Melolobium parviflorum Benth.
- Melolobium peglerae Dummer
- Melolobium stipulatum (Thunb.) Harv.
- Melolobium subspicatum Conrath
- Melolobium velutinum E.Mey.
- Melolobium villosum Harms
- Melolobium viscidulum Steud.
- Melolobium wilmsii Harms